# Кароль Козел

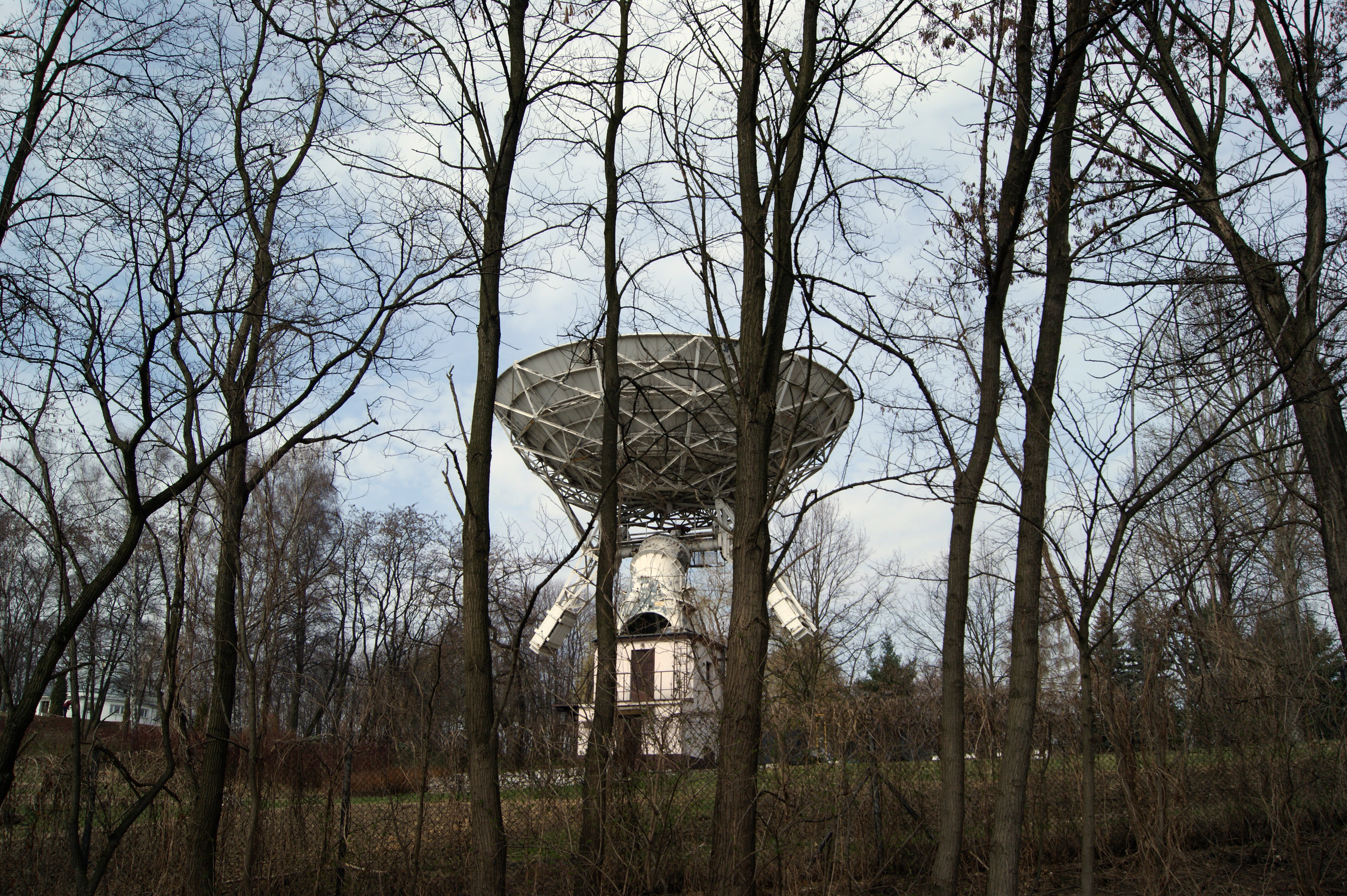
15-метровий радіотелескоп у форті Скала, будівництвом якого керував Козел

Кароль Козел (1910—1996) — польський астроном, професор, спеціаліст з небесної механіки.

## Біографія
Народився 28 квітня 1910 в місті Тржинець в Австро-Угорщині (сучасна Чехія). Після закінчення середньої школи в Цешині він вивчав математику та астрономію в Ягеллонському університеті в Кракові в 1928—1932 роках. Спочатку він працював в Астрономічній обсерваторії Ягеллонського університету, але в 1933 році почав працювати вчителем молодшої школи в Цешині, а в 1938—1939 та 1946—1950 роках працював викладачем у Вищій школі сьльського господарства в Цешині.
Одночасно працював у Ягеллонському університеті під керівництвом Тадеуша Банахевича, отримавши ступінь доктора філософії 29 серпня 1939 року. На диплом чекав 6 років. Під час війни продовжував працювати в обсерваторії.
Після захисту дисертації про лібрацію Місяця (у 1945 році) він був прийнятий у 1950 році на посаду доцента. У 1954 році йому присвоєно вчене звання доцента, а в 1961 році — професора.
У 1955—1958 роках він був завідувачем кафедри астрономії Ягеллонського університету, а після створення Астрономічної обсерваторії — завідувачем кафедри теоретичної астрономії та астрономічної геофізики (у 1958—1974). У 1970—1974 роках він також був директором Астрономічної обсерваторії Ягеллонського університету. У 1959—1962 роках обіймав посаду проректора Ягеллонського університету з дидактики, а в наступні три роки — посаду проректора з науки.
У 1958—1964 роках він був президентом Комісії 17 «Рух і форма Місяця» Міжнародного астрономічного союзу, а потім у 1964—1967 роках — віце-президентом новоствореної Комісії Місяця. У рамках своєї роботи в цій комісії він брав активну участь у діяльності Комітету місячної номенклатури Міжнародного астрономічного союзу.
Був науковим керівником 8 дисертацій докторів філософії. Крім роботи в Ягеллонському університеті, він також проводив заняття для студентів Педагогічного університету в Кракові. У 1975 році вийшов на пенсію.
Помер 3 червня 1996 року. Похований на євангельському цвинтарі у Віслі 7 червня 1996 року.

## Наукові інтереси
У 1930-х роках Козел займався визначенням орбіт небесних тіл. Під час війни він працював над теоретичними питаннями і водночас проводив спостереження за покриттями зір Місяцем і за затемненюваними змінними зорями. Після війни, крім лібрації місяця, також займався радіоастрономією та кліматологією. Він керував, серед іншого, будівництвом 15-метрового радіотелескопа, завершеного у 1970 році.

## Нагороди
- Офіцерський хрест Ордена Відродження Польщі
- Медаль Комісії народної освіти[pl]
- Знак «Заслужений учитель Польської Народної Республіки».
- Нагорода першого ступеня міністра освіти та вищої освіти (1965).

## Приватне життя
У 1947 році Кароль Козел одружився з Еуніцею Лілією Уніцкою, з якою мав 2 доньок: Зофію та Кристину.